# Vildan Atasever
Vildan Atasever (Bursa, 1981. július 26. –) török színésznő.

## Biográfia
Vildan Atasever Bursában született egyetlen lányként egy ötgyermekes családban. Apja kábítószeres őrmester, anyja háztartásbeli volt. Középiskolai tanulmányait az isztambuli Bahçelievler Gürsoy főiskolán kezdi, majd a Cihangir főiskolán végez. Tizenöt éves korában kezdett foglalkozni az amatőr színjátszással.
2001-ben férjhez ment Taylan Kılınç újságíróhoz, később, de 2007. februárjában elváltak.
2003-ban a Farkasok völgye c. televíziós sorozatban lett széles körben ismert Nazlı Bekiroğlu szerepében, ahol Hüsrev Ağa kábítószerfüggő lányaként szerepel.
2004-ben nagy sikert aratott  a Kadın İsterse c. televíziós sorozatban Buket szerepében, Hülya Avşar szerepbeli lányaként.
2005-ben főszerepet kapott az İki Genç Kız (Két fiatal lány) c. filmben (rendezte: Kutluğ Ataman), és az alakításáért elnyerte a 42. Antalyai Filmfesztivál Arany Narancs-díjat a „legjobb színésznő” kategóriában.
Ezt követően szerepelt a Plajda Kız Tavlama Klavuzu, a Kader (Sors) és a Yaralı Yürek (Sebzett szív) produkciókban is.
2010. április 10-én Ismail Hacıoğlu színésszel kötött házasságot.

## Filmográfia
| alkotás                     | szerep                                | év   | rendezte                                      | Magyar hang   |
| --------------------------- | ------------------------------------- | ---- | --------------------------------------------- | ------------- |
| Kurtlar Vadisi              | Nazlı Bekiroğlu (Hüsrev Ağa'nın kızı) | 2003 | Serdar Akar, Mustafa Şevki Doğan, Osman Sınav |               |
| Azize                       |                                       | 2004 |                                               |               |
| Kadın İsterse               | Buket                                 | 2004 | Bora Tekay                                    |               |
| İki Genç Kız                | Handan                                | 2005 | Kutluğ Ataman                                 |               |
| Kader                       | Uğur                                  | 2006 | Zeki Demirkubuz                               |               |
| Yaralı Yürek                | Beyaz                                 | 2007 | Celal Çimen, M. Taner Gündöner, Özer Kızıltan |               |
| Bıçak Sırtı                 | Güneş Sinan                           | 2007 | Selim Demirdelen                              |               |
| Gece Sesleri                | Aslı                                  | 2008 | Cemal Şan                                     |               |
| Osmanlı Cumhuriyeti         | Asude                                 | 2008 | Gani Müjde                                    |               |
| Plajda Kız Tavlama Kılavuzu |                                       | 2008 |                                               |               |
| Samanyolu                   | Zülal                                 | 2010 | Andaç Haznedaroğlu                            |               |
| Başrolde Aşk                | Öykü                                  | 2011 | Bülent İşbilen                                |               |
| Osmanlı Tokadı              | Istanbul                              | 2013 | Mustafa Şevki Doğan                           |               |
| A szultána                  | Hümaşah sultan                        | 2015 | Yağız Alp Akaydın                             | Roatis Andrea |

## Fordítás
- Ez a szócikk részben vagy egészben  a   Vildan Atasever című török Wikipédia-szócikk fordításán alapul.  Az eredeti cikk szerkesztőit annak laptörténete sorolja fel. Ez a jelzés csupán a megfogalmazás eredetét és a szerzői jogokat jelzi, nem szolgál a cikkben szereplő információk forrásmegjelöléseként.